# Florence (oraș), Wisconsin
Pentru sediul comitatului Florence, vedeți Florence (CDP), Wisconsin.
Pentru alte sensuri ale numelui Florence, vedeți Florence (dezambiguizare).
Florence este un oraș din comitatul Florence,  statul Wisconsin,  Statele Unite ale Americii.